# Aero Ae 01
L'Aero Ae-01 est un biplan biplace d’école tchèque réalisé en 1919 par l’ingénieur Antonín Vlasák.
Ce biplan à ailes égales non décalées construit en bois avec revêtement entoilé dérivait directement du Hansa-Brandenburg B.I (de), produit en série par Phönix pour les forces austro-hongroises, et donc utilisé par l'aviation militaire de la jeune république de Tchécoslovaquie.
35 exemplaires de ce biplace d’école furent construits. Surnommé « La Sardine » (sardinka ou sardel), l'Aero Ae-01 fut construit à 35 exemplaires, désignés officiellement A-1 dans les écoles militaires. Il a donné naissance à plusieurs dérivés, dont les A-14 et A-15.